# Saint-Sauveur, Oise
Saint-Sauveur là một xã ở tỉnh Oise Hauts-de-France phía bắc Pháp. Xã Saint-Sauveur, Oise nằm ở khu vực có độ cao trung bình 58 mét trên mực nước biển.